# 11349 Witten
11349 Witten è un asteroide della fascia principale. Scoperto nel 1997, presenta un'orbita caratterizzata da un semiasse maggiore pari a 2,3819348 UA e da un'eccentricità di 0,1275835, inclinata di 5,45832° rispetto all'eclittica.